# 트레비넬라치오
트레비넬라치오(이탈리아어: Trevi nel Lazio)는 이탈리아 라치오주 프로시노네도에 위치한 코무네다. 피우지로부터 북동쪽 23km, 수비아코로부터 남동쪽 23km 거리에 있다.

## 같이 보기
- 이탈리아의 로마 가톨릭 교구 목록